# Icmalides chingolensis
Icmalides chingolensis är en insekt som förekommer i södra tropiska Afrika och beskrevs 1982 av Palle Johnsen. Arten ingår i släktet Icmalides och familjen Thericleidae. Inga underarter finns listade i Catalogue of Life.